# マクシマ・フィルム
マクシマ・フィルム（Maxima Film Compagnia Cinematografica ）は、かつて存在したイタリアの映画製作会社である。

## 略歴・概要
1957年 - 1962年の5年間、映画製作を行った形跡がある。カルロ・ポンティ、あるいはディノ・デ・ラウレンティスといった新興プロデューサー、あるいはスペイン・フランスの映画会社と組んでの共同製作を行った。全作が共同製作であり、配給機能を持たないため、つねに配給も手がける製作会社と組む必要があったのである。
ステーノ監督の作品を多く手がけた。
同社では、のちに独立し、映画プロデューサーとして大成するマリオ・チェッキ・ゴーリ、ピオ・アンジェレッティ、クレメンテ・フラカッシ、ライモンド・カステッリらが製作主任として現場を動かし、のちの映画監督のルチオ・フルチが助監督として修行をした地である。
チェッキ・ゴーリは同社ですぐにプロデューサーに昇格、1960年には独立して映画製作配給会社「フェア・フィルム」を設立する。また、カスティケリは同社が主演女優に育てたシルヴァ・コシナと1960年には同居し始め、1967年にメキシコで結婚している。

## フィルモグラフィ
プロデューサーは「製作」と表記
- Susanna tutta panna　1957年　監督ステーノ、原案・脚本マルチェロ・マルケージ、ヴィットリオ・メッツ、撮影トニーノ・デリ・コリ、マルコ・スカルペリ、製作カルロ・ポンティ、製作主任マリオ・チェッキ・ゴーリ、ピオ・アンジェレッティ、クレメンテ・フラカッシ、助監督ルチオ・フルチ、主演マリサ・アラシーオ（共同製作カルロ・ポンティ・チネマトグラフィカ、ヘスス・サイス、イタリア・スペイン合作）

- 夏物語 Racconti d'estate　1958年　監督・脚本ジャンニ・フランチョリーニ、原案・脚本アルベルト・モラヴィア、共同脚本セルジオ・アミディ、エドアルド・アントン、ルネ・バルジャヴェル、エンニオ・フライアーノ、ロドルフォ・ソネゴ、共同脚本・主演アルベルト・ソルディ、製作マリオ・チェッキ・ゴーリ、製作主任ピオ・アンジェレッティ、ライモンド・カステッリ、音楽ピエロ・ピッチオーニ、主演ミシェル・モルガン、マルチェロ・マストロヤンニ、シルヴァ・コシナ（共同製作ガリュス・フィルム、モンテルーチェ・フィルム）

- Ladro lui, ladra lei　1958年　監督・脚本ルイジ・ザンパ、共同脚本パスクァーレ・フェスタ・カンパニーレ、マッシモ・フランチオーザ、共同脚本・主演アルベルト・ソルディ、音楽アンジェロ・フランチェスコ・ラヴァニーノ、製作主任ピオ・アンジェレッティ（共同製作モンフルオール・フィルム）

- La Mina　1958年　監督・原案・脚本ジュゼッペ・ベンナーティ、共同脚本アルベルト・アルバーニ・バルビエリ、レオナルド・ベンヴェヌーティ、ラニエーリ・コケッティ、ピエロ・デ・ベルナルディ、ヴィセンテ・エスクリヴァ、ジュゼッペ・マンジョーネ、撮影マルコ・スカルペリ、音楽カルロ・ルスティケッリ、製作マリオ・チェッキ・ゴーリ（共同製作ルックス・フィルム、アスパ、イタリア・スペイン合作）

- トト、月へ行く Totò nella luna　1958年　監督・原案・脚本ステーノ、原案・共同脚本ルチオ・フルチ、共同脚本サンドロ・コンティネンツァ、エットーレ・スコラ、撮影マルコ・スカルペリ、音楽アレクサンドル・デレヴィトスキー、製作マリオ・チェッキ・ゴーリ、製作主任ピオ・アンジェレッティ、主演トト、シルヴァ・コシナ、ウーゴ・トニャッツィ（共同製作モンフルオール・フィルム、共同製作・配給ヴァラエティ・フィルム）

- Femmine tre volte　1959年　監督・脚本ステーノ、原案・共同脚本マルチェロ・マルケージ、ヴィットリオ・メッツ、撮影トニーノ・デリ・コリ、製作カルロ・ポンティ、クレメンテ・フラカッシ、ヘスス・サイス、製作主任マリオ・チェッキ・ゴーリ、ピオ・アンジェレッティ、助監督ルチオ・フルチ、音楽アンジェロ・フランチェスコ・ラヴァニーノ、主演シルヴァ・コシナ、ヘルマン・コボス（共同製作カルロ・ポンティ・チネマトグラフィカ、ヘスス・サイス、イタリア・スペイン合作）

- I tartassati　1959年　監督・脚本ステーノ、共同脚本ロベルト・ジャンヴィティ、ルッジェーロ・マッカリ、ヴィットリオ・メッツ、共同脚本・主演アルド・ファブリッツィ、撮影マルコ・スカルペリ、音楽ピエロ・ピッチオーニ、製作マリオ・チェッキ・ゴーリ、製作主任ピオ・アンジェレッティ、主演トト（共同製作シャンゼリゼ・プロデュクシオン、共同製作・配給CEIインコム、伊仏合作）

- 吸血鬼受難の時代 Tempi duri per i vampiri　1959年　監督・原案・脚本ステーノ、原案・共同脚本エドアルド・アントン、マルチェロ・フォンダート、原案・共同脚本・音楽・主演レナート・ラスチェル、共同脚本サンドロ・コンティネンツァ、ディーノ・ヴェルデ、撮影マルコ・スカルペリ、音楽アルマンド・トロヴァヨーリ、製作総指揮ジョゼフ・E・レヴィン、製作・原案マリオ・チェッキ・ゴーリ、製作補佐アドリアーノ・デ・ミケーリ、アントニオ・サルーノ、製作主任ピオ・アンジェレッティ、主演シルヴァ・コシナ、リア・ツォッペリ（共同製作モンフルオール・フィルム、ステーノ・フィルム、共同製作・配給CEIインコム、伊仏合作）

- ガストーネ Gastone　1960年　監督・脚本マリオ・ボンナルド、共同脚本オレステ・ビアンコリ、ルチアーナ・コルダ、エットーレ・マリア・マルガドンナ、エットーレ・ペトロリーニ、ロドルフォ・ソネゴ、音楽ゴルニ・クラメール、アンジェロ・フランチェスコ・ラヴァニーノ、ホセ・パディーヤ、主演アルベルト・ソルディ、ヴィットリオ・デ・シーカ（共同製作S.P.E.S、ヴァラエティ・フィルム）　※ナストロ・ダルジェント賞衣裳デザイン賞受賞

- Il Mattatore　1960年　監督ディーノ・リージ、原案・脚本アージェ＝スカルペッリ、セルジオ・プリエーゼ、サンドロ・コンティネンツァ、ルッジェーロ・マッカリ、エットーレ・スコラ、撮影マッシモ・ダラマーノ、音楽ピッポ・バルツィッツァ、製作マリオ・チェッキ・ゴーリ、製作主任ジャンニ・チェッキン、主演ヴィットリオ・ガスマン、ドリアン・グレイ、アンナ＝マリア・フェレーロ（共同製作SGC、共同製作・配給CEIインコム、伊仏合作）　※第10回ベルリン国際映画祭コンペティション部門上映

- 馬に乗ったカービン銃兵 Il Carabiniere a cavallo　1961年　監督カルロ・リッツァーニ、原案アントニオ・ピエトランジェリ、原案・脚本ルッジェーロ・マッカリ、原案・脚本・助監督エットーレ・スコラ、音楽カルロ・ルスティケッリ、製作ロドルフォ・サントヴェッティ、製作主任レナート・ジャボニ、パオロ・メルクーリ、主演ニーノ・マンフレディ（配給ディノ・デ・ラウレンティス・ディストリビュツィオーネ）

- La Città prigioniera　1962年　監督ジョゼフ・アンソニー、原作ジョン・アップルビー（小説）、脚本エリック・ベルコビッチ、マーク・ブランデル、ガイ・エルムズ、音楽ピエロ・ピッチオーニ、主演デヴィッド・ニーヴン、レア・マッサリ、ベン・ギャザラ（共同製作ガラテア・フィルム、ルックス・フィルム）

- Le Pillole di Ercole　1962年　監督・脚本ルチアーノ・サルチェ、原作ポール・ビロー、モーリス・エンヌカン、共同脚本ブルーノ・バラッティ、ルッジェーロ・マッカリ、ヴィットリオ・ヴィーギ、エットーレ・スコラ、音楽アルマンド・トロヴァヨーリ、製作ディノ・デ・ラウレンティス、主演ニーノ・マンフレディ、シルヴァ・コシナ、ジャンヌ・ヴァレリー（配給ディノ・デ・ラウレンティス・ディストリビュツィオーネ）

## 関連事項
- マリオ・ボンナルド（Mario Bonnard）
- ピオ・アンジェレッティ（Pio Angeletti）
- クレメンテ・フラカッシ（Clemente Fracassi）
- ライモンド・カステッリ（Raimondo Castelli）